# Muñeca de Kokoschka
La muñeca de Kokoschka fue una obra creada entre 1918 y 1919 por Hermine Moos a petición del pintor Oskar Kokoschka. La muñeca, representación a tamaño natural de Alma Mahler, fue destruida por el propio Kokoschka poco después de su creación.

## Historia

### Alma Mahler
Mahler y Kokoschka se conocieron en 1912, un año después de la muerte del esposo de ella, el compositor Gustav Mahler, iniciando al poco tiempo una tormentosa relación. Mahler, quien al mismo tiempo mantenía un idilio con el arquitecto Walter Gropius, era conocedora del carácter violento de Kokoschka, quien había llegado a ser descrito por la prensa como «la bestia más salvaje de todas». Sumado a esto, la madre del propio Kokoschka amenazó de muerte en al menos una ocasión a Mahler, declarando que la mataría si volvía a acercarse a su hijo. Tras dar a regañadientes su autorización a Mahler para que esta abortase al bebé que ambos esperaban, Kokoschka, profundamente afectado, optó por unirse a la caballería austriaca en 1914, descubriendo al año siguiente que Mahler se había casado con Gropius.

### Comisión de la muñeca
El 18 de julio de 1918, Kokoschka se puso en contacto con la fabricante de muñecas Hermine Moos y encargó la creación de una réplica de Mahler a tamaño natural mediante una serie de cartas en las que realiza una descripción detallada de cómo debía ser la muñeca. El 20 de agosto escribió:

Ayer envié un dibujo a tamaño natural de mi amada y le pedí copiar esto con mucho cuidado y convertirlo en realidad. Ponga especial atención a las dimensiones de la cabeza y el cuello, a la caja torácica, la rabadilla y las extremidades. Y tome en serio los contornos del cuerpo, e.g., la línea del cuello a la espalda, la curva del vientre. Por favor permita a mi sentido del tacto disfrutar en aquellos lugares donde las capas de grasa o músculo repentinamente dan paso a una cubierta fibrosa de piel. Para la primera capa (interior) por favor use pelo de caballo fino y rizo; debe comprar un sofá viejo o algo similar; tenga el pelo de caballo desinfectado. Entonces, sobre eso, una capa de bolsas rellenas de plumón; algodón para el trasero y los senos. ¡El punto de todo esto para mí es una experiencia la cual debo ser capaz de aceptar!

En el mes de diciembre, Kokoschka llegó a preguntar si la boca de la muñeca podría abrirse así como tener dientes y lengua, adquiriendo por otro lado lujosos trajes parisinos para poder vestirla. Finalmente, las cartas de Kokoschka culminaron con este mensaje, inspirado en las obras de George Bernard Shaw:

Si es capaz de llevar a cabo esta tarea como desearía, de engañarme con semejante magia que cuando la vea y la toque imagine que tengo a la mujer de mis sueños frente a mí, entonces querida Fräulein Moos, estaré eternamente en deuda con sus habilidades de invención y su sesibilidad femenina como ya habrá deducido de la discusión que tuvimos.

Finalizada en la segunda mitad de febrero de 1919 y entregada a Kokoschka ese mismo mes tras haber solicitado el pintor su entrega el día 22,
 la muñeca causó una gran decepción en el artista, patente en una carta dirigida a Moos, donde compara la apariencia exterior de la muñeca con la piel de un oso polar, describiéndola como una «alfombra de imitación peluda en lugar de la piel suave y flexible de una mujer»:

[...] no puedo vestir siquiera a la muñeca, lo cual usted sabía era mi intención, y mucho menos ponerle delicadas túnicas preciosas. Incluso ponerle una media sería como pedirle a un maestro de danza francés bailar un vals con un oso polar.

### Destrucción

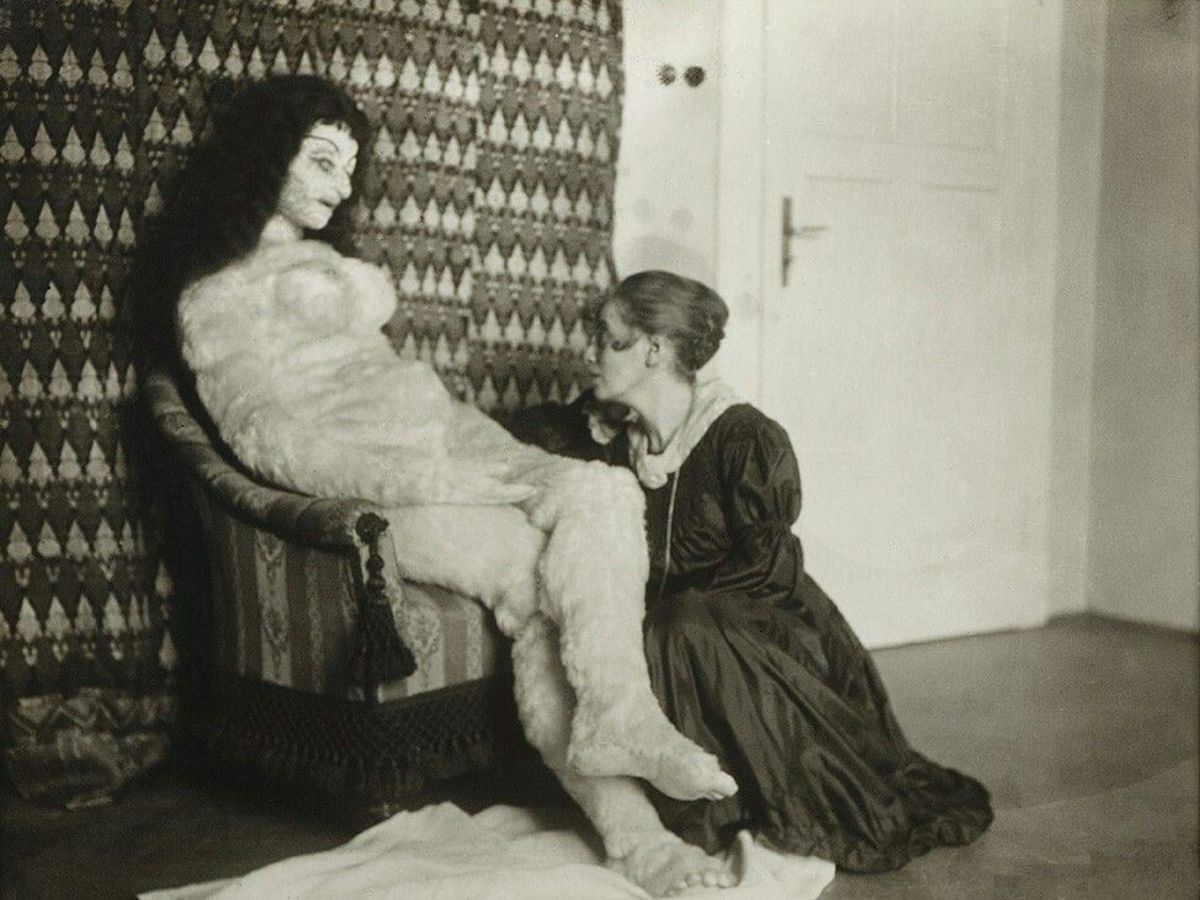
La muñeca y su creadora Hermine Moos (1919).

Pese a la decepción que le causó la creación de Moos, Kokoschka hizo uso de la muñeca, a quien bautizó con el nombre de «Mujer Silenciosa», y empezó a tratarla como si fuese una persona de carne y hueso: la llevaba consigo a la ópera, celebraba fiestas en su nombre, e incluso contrató a una doncella para que la vistiese y la atendiese además de contar con un carruaje y un caballo para pasear con ella, aunque es posible que todo esto (o al menos una parte) fuesen rumores creados por el propio artista. Así mismo, Kokoschka pintó tres retratos de la muñeca: Muñeca de azul (1919), Autorretrato con muñeca (1920-1921) y Autorretrato en el caballete (1922).
La extravagante relación entre Kokoschka y su muñeca culminó durante una velada en casa del artista, quien, cansado de ella, decidió organizar una fiesta dionisiaca, encargando a la doncella vestir a la muñeca con sus mejores galas, tras lo cual la destruyó. Interrogado posteriormente por la policía acerca de la presencia de un supuesto cadáver ensangrentado en el jardín de su casa, Kokoschka declaró que se trataba de la muñeca, a la cual había decapitado para después romper una botella de vino tinto sobre su cabeza mientras estaba ebrio: 

Decidí hacer una gran fiesta. Con champán para todos mis amigos—hombres y mujeres—y allí puse fin a mi inanimada compañera.... Contraté una orquesta de cámara de la Ópera. Los músicos, con ropa formal, tocaron en el jardín, sentados en una fuente barroca cuyas aguas enfriaban el cálido aire nocturno.... Una cortesana veneciana, famosa por su belleza y llevando un vestido de cuello muy bajo, insistió en ver a la Mujer Silenciosa cara a cara, suponiéndola una rival. Debió haberse sentido como un gato intentando atrapar una mariposa a través del cristal de una ventana; simplemente no podía entender [...]; la cortesana preguntó si dormía con la muñeca, y si se parecía a alguien de quien había estado enamorado.... En el curso de la fiesta la muñeca perdió la cabeza y quedó empapada en vino tinto.

## Análisis
La muñeca y las pinturas que la representan despertaron un gran interés, siendo inicialmente las acciones de Kokoschka durante este periodo de su vida calificadas como «locura temporal». En 1966, el historiador de arte Josef Paul Hodin hizo el siguiente comentario:

[Kokoschka] tuvo éxito soltándose de una manera completamente extraña, y este capítulo de su vida es hasta cierto punto patológico. Enervado por sus experiencias personales, y por la guerra, estuvo muy cerca de la locura. [...] En su determinación de que [Alma] no debería formar parte de su vida, de que ninguna mujer debería jamás mantenerlo en la esclavitud, y del deseo de deshacerse de su imagen para siempre, sustituyó un fetiche por la realidad.

No obstante, según Bonnie Roos, profesora en la West Texas A&M University: 

La muñeca misma debe ser considerada un proyecto artístico que realza el significado de las pinturas de la muñeca de Kokoschka e ilumina nuestro entendimiento de Kokoschka como artista modernista. En el proceso desafía los límites entre arte y vida.